# Брагинский, Марк Абрамович
Марк Абра́мович Браги́нский (1863—1951) — русский и советский публицист, переводчик, народоволец, эсер.

## Биография
Родился в семье черниговских мещан. Еврей. Родители: Авраам Хаимович Брагинский и Перла Сосия Моисеевна. Семья переехала в Таганрог, где родился младший брат Давид, а затем, перебрались в Самару.
Учился в Самарской гимназии, на физ-мат и юрид. факультетах императорского Санкт-Петербургского университета. В 1889 за участие в Якутском деле приговорён к 20-ти годам каторги. Освобождён раньше срока. С 1896 жил в Одессе. В 1902 году эмигрировал во Францию, в 1907 году вернулся в Россию. Вновь поступил в университет. В 1911 году арестован и отправлен в Эстляндию. Печатался в имперских изданиях: «Русская мысль», «Заветы», «Запросы жизни», «Былое», «Северные записки», а также социал-демократических и революционерских изданиях: «Сын отечества», «Наши дни», «Мысли», «Дело народа», «Народный вестник».

Похоронен в Москве на Новодевичьем кладбище.

## Сёстры и брат
- Брагинская Софья Абрамовна (по мужу Иванчина-Писарева) (1861—1946) — переводчик, издатель, зубной врач.
- Брагинская Розалия Абрамовна (1862—1914) — переводчик, частнопрактикующий врач, школьный врач
- Брагинский Давид Абрамович (р. 25.10.1865, Таганрог) — библиограф, провизор, чиновник 2-го округа Санкт-Петербургского акцизного управления, коллежский секретарь. Автор «Библиографического указателя переводной беллетристики в русских журналах за пять лет 1897—1901», тип. Н. Н. Клобукова, Санкт-Петербург, 1902, 68 стр.

## Избранное
- Вейль Ж. История Франции от 1848 г. до наших дней (1908)
- Шаминьон Э. Франция накануне революции (1909)